# Daniel Been
Daniel Been (Rotterdam, 2 september 1885 – Baarn, 25 februari 1967) was een Nederlandse kunstschilder.
Op 12 januari 1921 trouwde hij met Margaretha Bouman, waarna het paar zich in Overschie vestigde. Aan het begin van de Tweede Wereldoorlog verhuisden zij naar het veiliger gelegen Baarn.
Been kreeg zijn opleiding aan de Rotterdamse Academie van Beeldende Kunsten. Naast Rotterdamse havengezichten schilderde hij ook veel bloemen. Met bloemen uit een winkel om de hoek maakte hij boeketten in zijn atelier. Hij maakte naast olieverfschilderijen ook aquarellen en pasteltekeningen. Been werkte als colorist ook zeer gedetailleerd. Deze werden verkocht bij de firma Koch. Been was als erkend kunstschilder lid van de kring 'De Rotterdammer'.
Zijn studiereizen naar Zuid-Frankrijk en de Spaanse Costa Brava vormen de aanleiding tot het schilderen van Mediterrane onderwerpen. Onderwerpen waren naast de landschappen ook oude straatjes van toeristenplaatsen. Veel Nederlanders op vakantie kochten zijn werk. Hij rolde zijn schilderingen op en verzond ze naar Baarn, waar ze werden ingelijst door de familie Crets van de firma Witkamp. Deze schilderingen en aquarellen zijn gemaakt in een naturalistische stijl. Hij maakt kleurrijke, impressionistische werken die door liefhebbers ook wel 'Beentjes' worden genoemd. Naast portretten tekende Been ook landschappen, daarbij werkte hij de schetsen uit in zijn atelier.
In zijn woonhuis aan de Sophialaan 18 in Baarn schilderde hij onder meer het Tolhuisje aan de Eemweg, waar aan het eind van de weg de kerktoren op de Brink te zien is. Tijdens zijn vakantie maakte hij werk op Texel. Ook is een zelfportret van hem bekend.
Van zijn werk is nooit een tentoonstelling gehouden. Wel werd een serie kunstkaarten uitgegeven met landschappen uit Zuid-Frankrijk en Spanje door Muinck & Co in Amsterdam. 
Daniel Been werd op 2 maart 1967 begraven op de Nieuwe algemene begraafplaats aan de Wijkamplaan in Baarn. Hij werd 81 jaar oud.